# Nanchang Q-5
Nanchang Q-5 — китайський одномісний двохмоторний штурмовик, який являє собою глибоку модернізацію Shenyang J-6.

## Модифікації

### Вітчизняні
- Q-5: Оригінальна версія з 6-ма точками підвісу (2 під кожним крилом і 2 під фюзеляжом. Був замінений на Q-5A.

### Експортні
- A-5: Експортна версія Q-5 для Північної Кореї.

## Оператори

### Дійсні
- Військово-повітряні сили Судану — 20 A-5 у використанні (грудень 2019 року).

### Колишні
- Повітряні сили Китайської Народної Республіки — 300 Q-5 було знято з озброєння у 2010 році.